# 484

## Decese
- 23 decembrie: Huneric  (n. 411)